# .30R Blaser

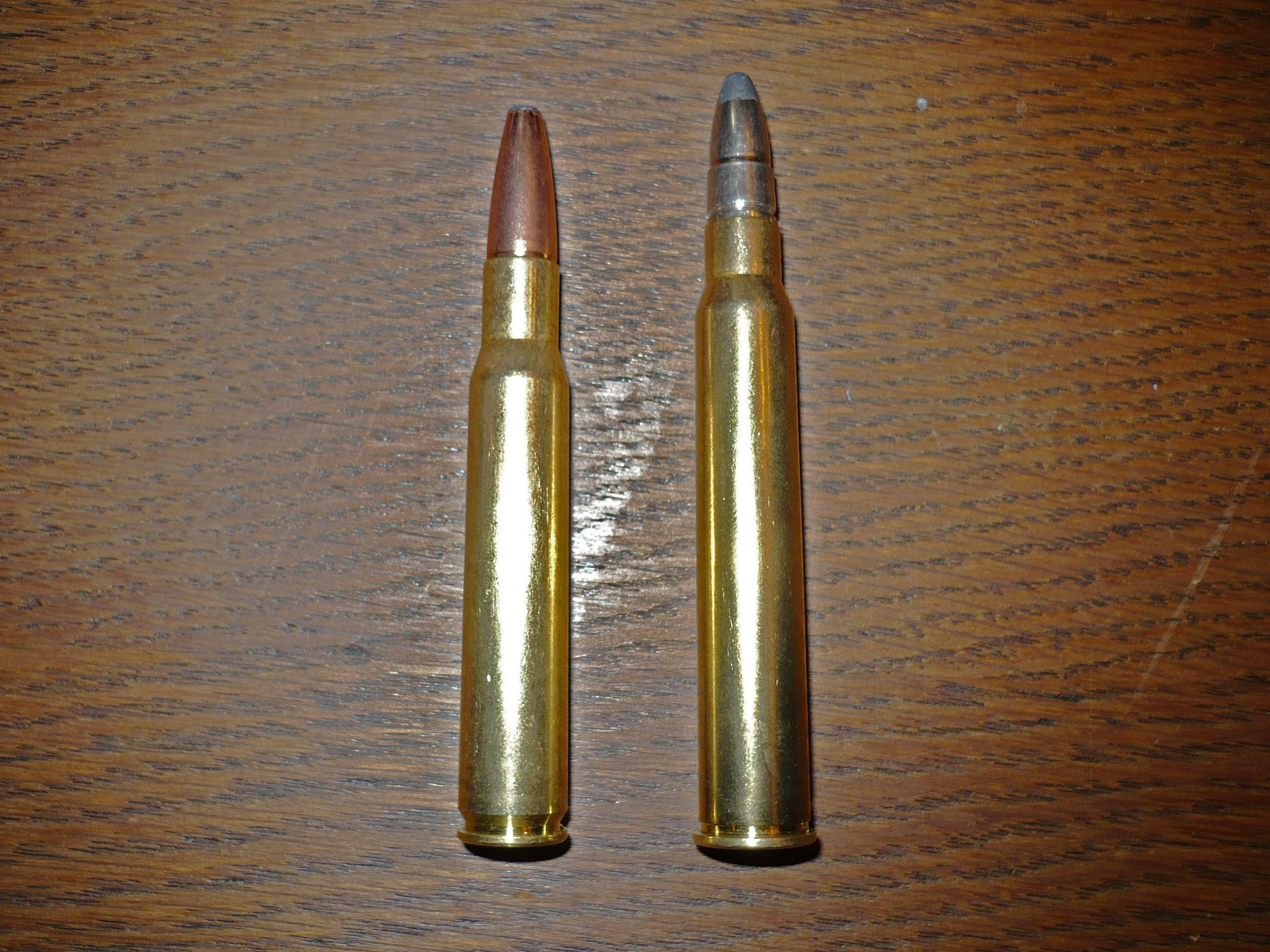
.30-06 Springfield 11,7 g (180,6 gr) Norma Vulkan (vlevo) a .30 R Blaser 11,7 g (180,6 gr)

Náboj .30R Blaser, v anglicky mluvících zemích označovaný jako .30R, je v roce 1992 firmou Blaser vyvinutý náboj do pušky, který je určen k lovu zvěře, především prasete divokého.

Cílem tohoto vývoje bylo vyvinout moderní náboj typu magnum s nábojnicí s okrajem do zlamovacích zbraní, používajících stejnou střelu jako .308 Winchester. Kvůli snížení zpětného rázu byla použita abnormálně dlouhá nábojnice.

## Specifikace
Ráže: 7,62 × 68 mm

Hmotnost střely: 8,4–13 g (130–200 grainů)

Úsťová rychlost: 800–1040 m/s

Úsťová energie: 3000–4554 J

Maximální tlak plynů: 380 MPa (3800 barů)

Typ zápalky: velká pušková (LR) se středovým zápalem